# Ban (moneta)

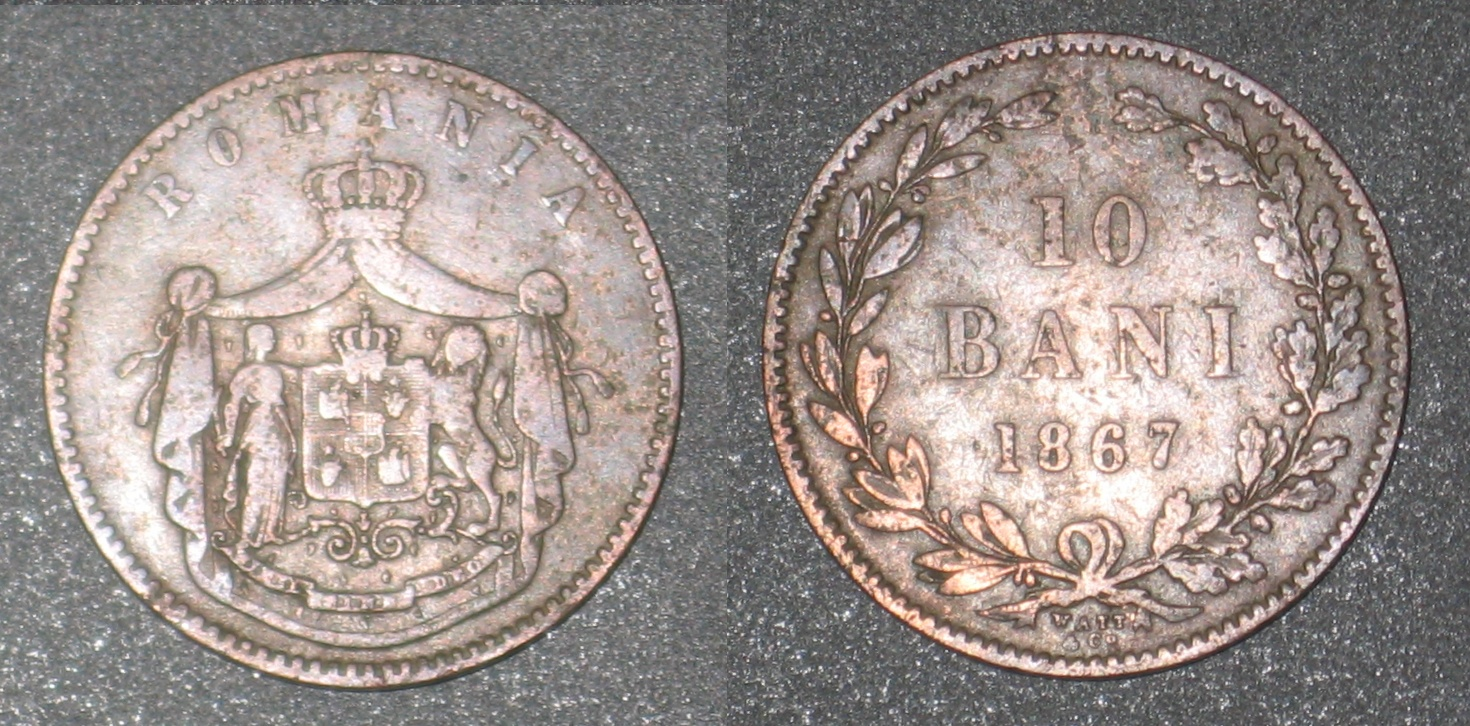
10 banów rumuńskich z 1867 roku

Ban (banu) – dawna drobna moneta turecka (nazywana również szelągiem). Obecnie zdawkowa moneta rumuńska i mołdawska, równa 1/100 leja.
Również złota moneta japońska owalnego kształtu, bita od końca XVI wieku do 1860 roku, zależnie od wartości zwana obanem lub kobanem; sporadycznie bita w srebrze.